# Acrótato
Acrótato (Ἀκρότατος, Akrótatos), rey agíada de Esparta desde 265 a. C. hasta 262 a. C.
Hijo y sucesor de Areo I, ya en 272 a. C. se destacó en la defensa de Esparta contra Pirro de Epiro. Continuador de los ideales de su padre, intentó llevar al Peloponeso a la hegemonía espartana, desecha tras la derrota de su progenitor. A tal objeto dirigió una expedición contra Megalópolis, donde, luchando contra Aristodemo encontró la muerte.